# Мадач, Имре

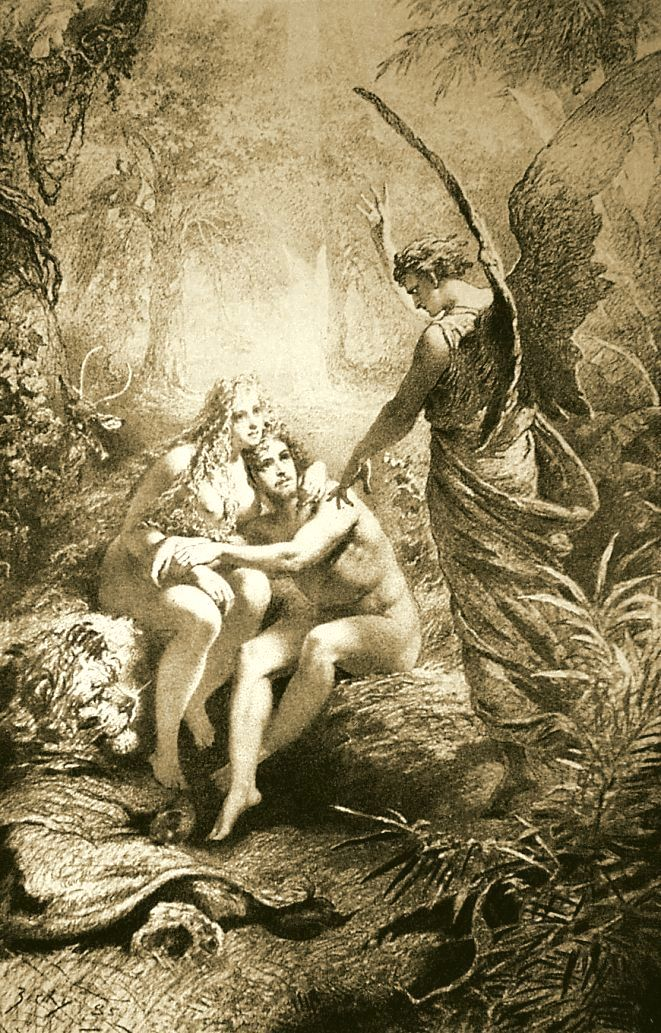
Адам и Ева, иллюстрация Михаила Зичи 1887 года к стихотворной драме «Трагедия человека»

И́мре Ма́дач (венг. Madách Imre; 20 января 1823, д. Альшострегова, Королевство Венгрия — 5 октября 1864, там же) — венгерский поэт, философ и драматург. Автор стихотворной философской драмы «Трагедия человека» (1861).

## Биография
Родился в городке Альшострегова (Alsósztregova), Королевство Венгрия (ныне — деревня Долна Стрегова, Банскобистрицкий край, Словакия) в 1823 году в дворянской семье. В 1837 году начал обучение в университете Пешта. В 1842 году официально стал юристом. В начале 1850-х годах сидел в тюрьме по политическому делу; в 1860 году был избран депутатом в венгерский Сейм. В 1840 году издал лирический сборник «Lantvirágok» (1840), за которым последовал целый ряд лирических стихотворений и критических этюдов, пародия в стихах «A civilizátor» (1859) и драмы «Jo nev es ereny», «Commodus», «Mária királynő» (1840—1855), «Csák végnapjai» (1843—1861), «Férfi és nő» (1843). В 1860 году закончил работу над «Человеческой трагедией» («Трагедия человека»), своим лучшим произведением; в связи с ним написаны трагедия «Моисей» (Mózes, 1860—1861) и юмористический отрывок «Tündérálom» (1864).

## «Трагедия человека»
«Трагедия человека» (Az ember tragédiája) посвящена изображению судеб человечества, символизированного прародительской парой, Адамом и Евой. Люцифер, недовольный мирозданием и желающий поселить в сердце Адама пессимистическое равнодушие к жизни, наводит на него сон, из которого тот должен познать, что вся историческая жизнь человечества есть лишь «суета сует и томление духа». В образе фараона, строящего пирамиду, как вечный памятник своему тщеславию, Адам знает суету деспотического величия, в образе Мильтиада, осужденного неблагодарным народом — суету народовластия, в виде римского кутилы времен упадка — суету распутства, в виде крестоносца Танкреда — суету аскетического отречения, в виде Кеплера — суету полузнания, скованного сентиментальными предрассудками, в образе Дантона — суету веры в систему Французской революции, лишённую человечности, в виде работника 2-й половины XIX века — суету культуры, основанной на классовой борьбе, в виде обитателя фаланстера — суету утопии, основанной на полном обезличивании классов и индивидуальностей. Наконец, поднявшись с Люцифером в надзвёздные пространства и испугавшись бесконечности, Адам познаёт суету высшего идеализма, а увидев последнего человека на замерзающей земле, эскимоса, хлопочущего лишь о поддержании своего бренного тела, — суету грубого материализма. Он собирается по пробуждении покончить с собою, но известие о том, что Ева чувствует себя матерью, наполняет его сердце жизнерадостностью и надеждой, и он остается жить, исполняя завет Бога, заканчивающего трагедию словами: «борись и верь!». План Люцифера не удался: Адам постиг умом, но не восчувствовал сердцем «человеческую трагедию», состоящую в том, что человечество вечно бьётся, как рыба об лёд, между крайностями идеализма и материализма. Примирительным звеном между Адамом и жизнью является в трагедии Ева — верная и вечная его подруга. Мужественный и жизнерадостный Адам, кроткая Ева, неукротимо-злобный Люцифер — все эти типы обрисованы в трагедии Мадача меткими и сильными чертами. Символика ясна и прозрачна, в поэме много крылатых слов и глубоких мыслей, и не без основания её сравнивают с «Фаустом» Гёте. Несомненно, однако, и коренное различие между обоими произведениями: Фауст Гёте — натура созерцательная, а не действующая, и моменты своего развития переживает сам в себе, тогда как Адам Мадача — натура деятельная, осуществляющая свои идеалы во внешнем мире. Отражая борьбу пессимистической мысли с оптимистическим чувством, «Человеческая трагедия» указывает на разлад материи и мирового духа в мировом бытии как на источник душевного разлада в человеке.
В обработке Эде Паулая (1883) «Трагедия человека», поставленная впервые на сцене Национального театра в 1883 году, стала одной из любимейших пьес серьёзного репертуара в Венгрии.

## Публикации
- Мадач Э. Трагедия человечества / Пер. и предисл. Н. Холодковского. — СПб.: Типография А. С. Суворина, 1904. — 255 с. — (Дешёвая библиотека. № 362).
- Мадач И. Человеческая трагедия: Драматическая поэма / Пер. и предисл. З. Крашенинниковой. — СПб.: Знание, 1905. — 137 с.
- Мадач И. Трагедия человека / Пер. Л. Мартынова; под ред. А. Кун. — М.: Искусство, 1964. — 240 с. — 10 000 экз.
- Мадач И. Трагедия человека / Пер. Д. Анисимовой, Ю. Гусева; изд. подг. и отв. ред. Ю. Гусев. — М.: Наука, 2011. — 623 с. — (Литературные памятники). — ISBN 978-5-02-037515-4.